# Brocken
För andra betydelser, se Brocken (olika betydelser).

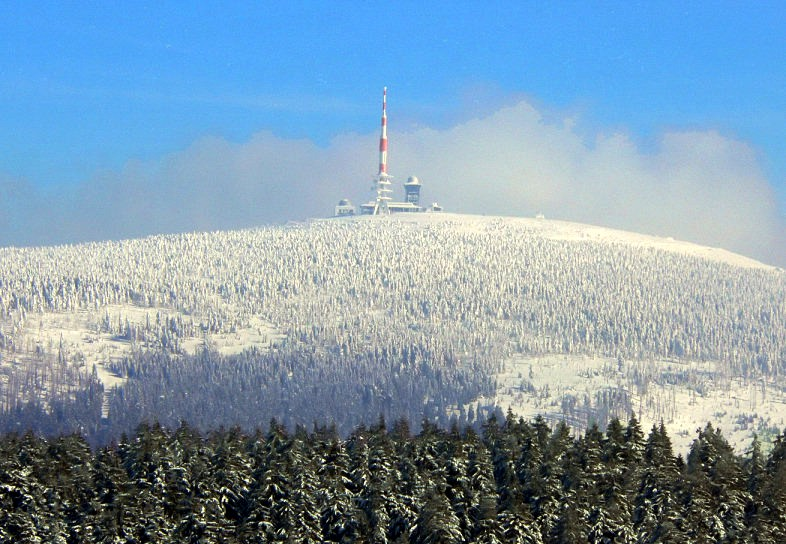
TV- och radiosändare på Brockens topp.

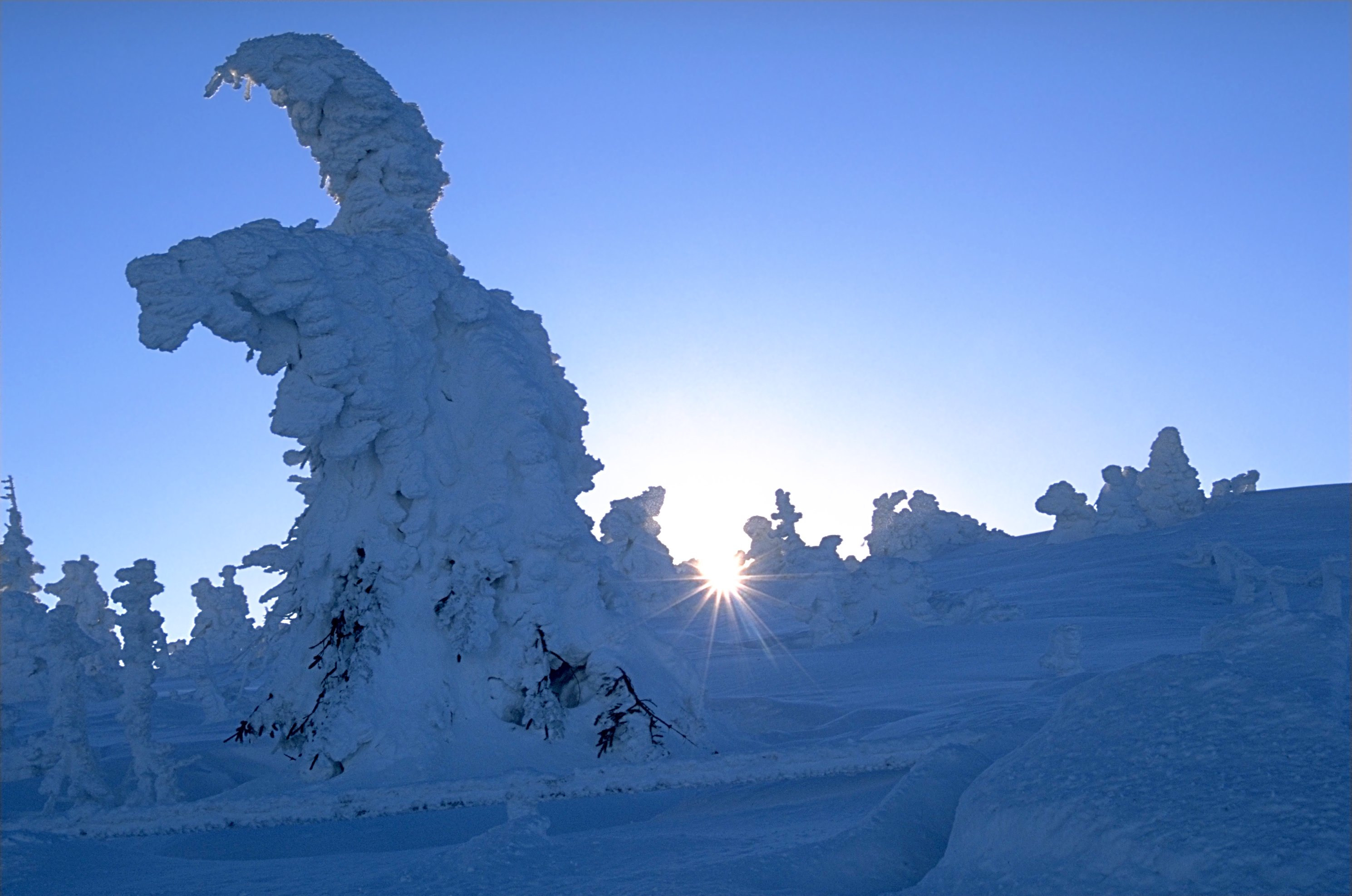
Snön ligger tungt på bergets träd.

Brocken (i folkmun även kallad Blocksberg) är ett berg i Sachsen-Anhalt i Tyskland. Berget är 1 142 meter högt och är den högsta toppen i bergskedjan Harz. På toppen byggdes 1936–1937 världens första TV-torn.
Under kalla kriget fanns här också en mycket stor signalspaningsanläggning med vilken östblocket kunde avlyssna stora delar av teletrafiken i Västtyskland. Till Brocken går en bandel av den smalspåriga järnvägen Harzer Schmalspurbahnen.
Berget ligger inom Harz nationalpark.
Vid Brocken upprinner de mindre floderna Bode, Ecker, Ilse och Oder. På grund av bergets position i norra Tyskland ligger toppen över trädgränsen. Sommaren är kort och vintern lång. Nederbörden är genomsnitt 1 400 mm per år.
Andra genomsnittliga väderdata:
- cirka 175 dagar täckt med snö
- 85 dagar med temperaturer under 0°C
- årsmedeltemperatur vid 2,9°C
- vindhastigheter upp till 263 km/h

## Flora och fauna
Bergets fauna och flora kan jämföras med situationen i norra Skandinavien eller i Alperna. Av träd finns bara enstaka mindre gran. Största delen är täckt med hed. 1890 inrättades en inhägnad trädgård på Brocken där områdets växter visas för besökare. Bland dessa växter kan nämnas en lokal variant av alpsippa (Anemone alpina), hökfibblor (Hieracium), vårbroddar (Anthoxanthum), islandslav (Cetraria islandica) och grå renlav (Cladonia rangiferina).
Nära toppen förekommer även några högmossor med arter av ullsläktet (Eriophorum), av sileshårssläktet (Drosera) och dvärgbjörk (Betula nana).
Även faunan är anpassade till bergets kalla klimat. Fåglar som häckar vid Brocken är vattenpiplärka (Anthus spinoletta) och ringtrast (Turdus torquatus). På sommaren hittas skogsödlan och vanlig groda. Fjärilar som till exempel vitfjärilar (Pieridae) utvecklar bara en generation per år medan fjärilar i låglandet kring Brocken har två generationer. Vissa däggdjur som nordisk fladdermus (Eptesicus nilssoni) och näbbmusarten Sorex alpinus är kvar från senaste istiden.

## Blocksberg i litteratur och folktro
Blocksberg benämns i Tyskland åtskilliga berg, på vilka häxorna troddes under valborgsmässonatten samlas för att fira sin årsfest. Berg med detta namn finns i Mecklenburg, före detta Preussen och Holstein. Mest känt är det genom Goethes Faust ryktbara Blocksberg eller Brocken, som utgör högsta delen av Harz. I tyska orter betecknades dock även åtskilliga andra berg såsom häxornas samlingsplatser, utan att de därför erhållit ifrågavarande namn. Så var till exempel förhållandet med Pilatusberget i Schweiz. Jämför Blåkulla.